# أوليج نيكولاينكو
أوليغ إيجوروفيتش نيكولاينكو ( (بالروسية: Олег Егорович Николаенко)‏ ؛ من مواليد 17 يوليو 1987) هو مجرم كمبيوتر روسي أنشأ شبكة بوتات Mega-D ، منتهكًا قانون CAN-SPAM لعام 2003.  يعتقد المحققون الفيدراليون أن أنشطته ربما كانت مسؤولة عن ما يصل إلى ثلث البريد الإلكتروني العشوائي في العالم. 

## خلفية
تم التعرف على أوليج نيكولاينكو، المقيم في فيدنوي، منطقة موسكو ، روسيا ،  باعتباره "ملك البريد العشوائي" من قبل مكتب التحقيقات الفيدرالي الأمريكي.  يُشتبه في أنه يدير شبكة بوت نت " Mega-D " لإنشاء "شبكة زومبي" تضم ما يصل إلى 500 ألف جهاز كمبيوتر مصاب.  صرح المحققون أن عمليته كانت مسؤولة عن إنتاج ما يصل إلى 10 مليارات رسالة بريد إلكتروني غير مرغوب فيها يوميًا،  وهو ما يمثل حوالي 32% من إجمالي رسائل البريد العشوائي . يُزعم أن الرسائل روجت لإصدارات مزيفة من ساعات رولكس والمكملات العشبية والأدوية الموصوفة مثل الفياجرا .  في أكتوبر 2008، تحركت لجنة التجارة الفيدرالية الأمريكية لتجميد أصول الأفراد المتورطين في شبكة بوتنت Mega-D، على الرغم من أن هوية نيكولاينكو لم تكن معروفة بعد في ذلك الوقت. 

### تحقيق

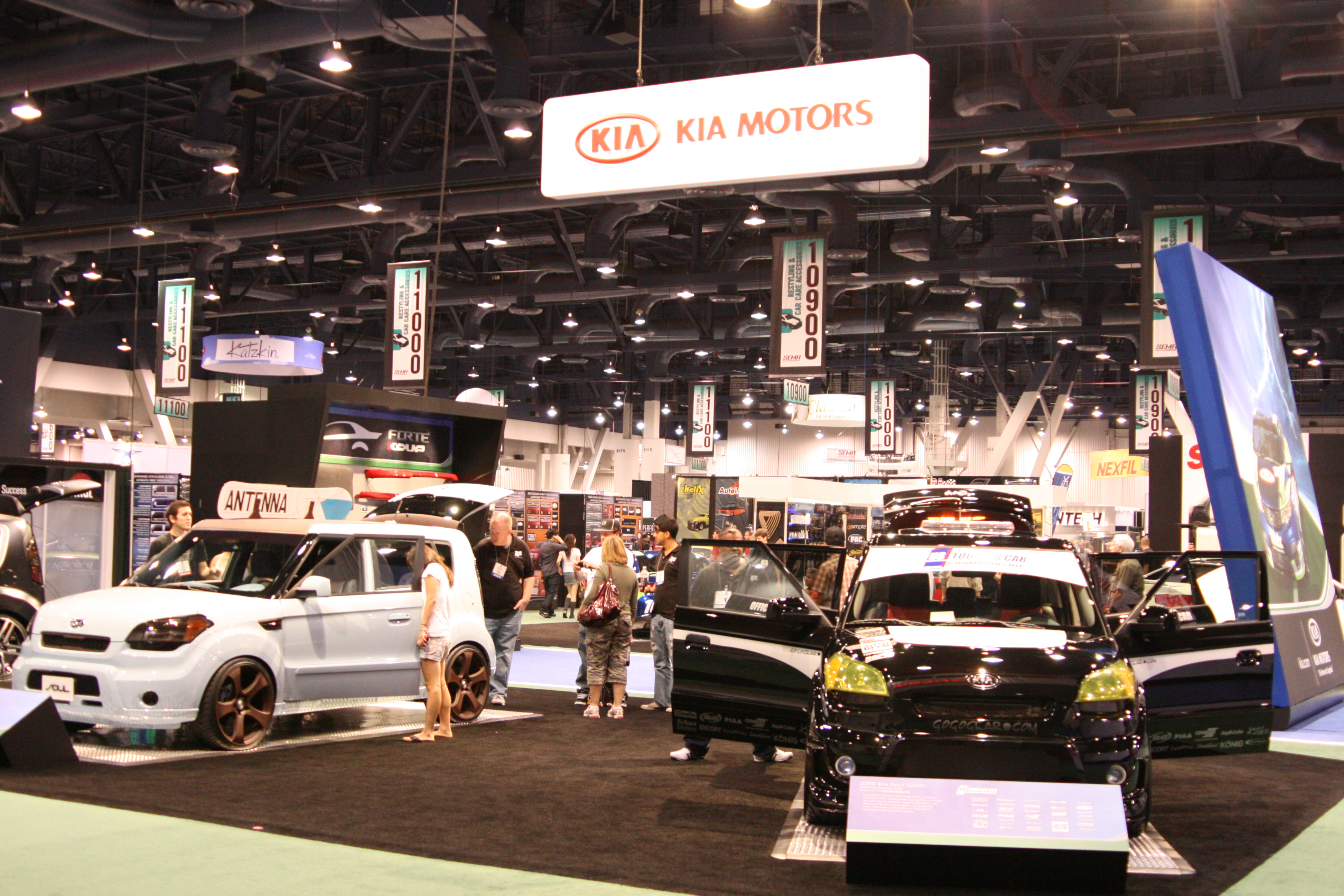
كان نيكولاينكو في الولايات المتحدة لحضور معرض SEMA للسيارات لعام 2009 في مركز مؤتمرات لاس فيجاس.

حصل مكتب التحقيقات الفيدرالي على فرصة في القضية في أغسطس 2009، عندما اعترف جودي إم. سميث بالذنب في ولاية ميسوري بتهمة بيع ساعات رولكس المزيفة.  استخدم عملاء فيدراليون استدعاءات من هيئة محلفين كبرى لتتبع المدفوعات المالية البالغة 459 ألف دولار من مرسل البريد العشوائي النيوزيلندي المدان لانس أتكينسون إلى نيكولاينكو، الذي كان يستخدم الاسم المستعار "دوسنت". قدمت شركة جوجل لمكتب التحقيقات الفيدرالي سجلات البريد الإلكتروني لنيكولانكو. وقد طلب المحققون من وزارة الخارجية الأمريكية الاطلاع على سجلات سفره، والتي أشارت إلى أنه زار مدينة نيويورك ولوس أنجلوس ولاس فيجاس خلال رحلتين في عام 2009.  ومع ذلك، يحظر دستور روسيا على وجه التحديد تسليم مواطنيها. 
في نوفمبر 2009، تمكنت شركة FireEye ، وهي شركة متخصصة في أمن الكمبيوتر ، من إغلاق الخوادم في الولايات المتحدة الخاضعة لسيطرة شبكة Mega-D. اضطر نيكولاينكو، الذي كان في لاس فيغاس بولاية نيفادا لحضور معرض سيما للسيارات لعام 2009، إلى العودة إلى روسيا قبل يومين من الموعد المحدد لإصلاح الضرر الذي لحق بوظائف ميجا دي.  بحلول نهاية عام 2009، تمكن نيكولاينكو من استعادة القدرة على توليد 17% من البريد العشوائي في جميع أنحاء العالم. 

### الاعتقال والإجراءات القانونية

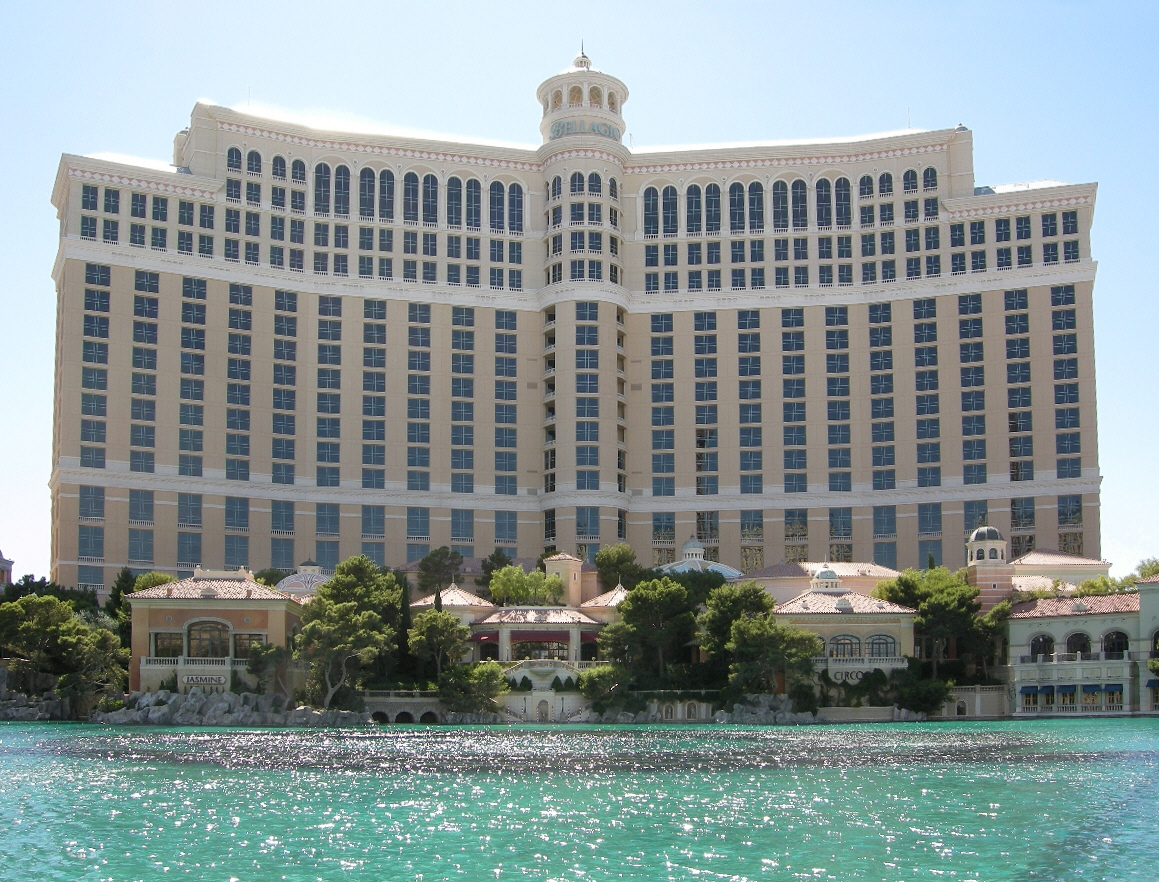
فندق بيلاجيو في لاس فيغاس، حيث تم القبض على نيكولاينكو في عام 2010

عاد نيكولاينكو إلى لاس فيغاس لحضور معرض SEMA لعام 2010 وتم القبض عليه من قبل عملاء فيدراليين في فندق بيلاجيو في 4 نوفمبر. تم العثور بحوزته على جوازي سفر ومبلغ نقدي قدره 4000 دولار. تم نقل نيكولاينكو لمواجهة التهم في ميلووكي، ويسكونسن ، حيث طلب عميل سري الفياجرا من رسالة بريد إلكتروني عشوائية مزعومة وتلقى بدلاً من ذلك حبوبًا عشبية. 
تم توجيه الاتهام إلى نيكولاينكو في 16 نوفمبر في المحكمة الجزئية الأمريكية في شرق ويسكونسن، وكان يواجه عقوبة تصل إلى خمس سنوات في السجن.  وقد اتُهم بتزوير معلومات رأس رسائل البريد الإلكتروني التجارية عمدًا وإرسال أكثر من 2500 رسالة بريد إلكتروني عشوائية يوميًا، وكلاهما انتهاك لقانون CAN-SPAM لعام 2003.  تم تسليمه إلى ولاية ويسكونسن وتم تعيينه في قضية رقم: 2:10-cr-00246-CNC-1 في المنطقة الشرقية من ولاية ويسكونسن. دفع نيكولاينكو بأنه غير مذنب واحتفظ بمحاميه كريستوفر فان فاغنر، الذي صرح: "نحن مستعدون لتقديم دفاع صارم".  طلب فاغنر إطلاق سراح نيكولاينكو بكفالة حيث كانت زوجته وابنته تخططان للسفر من موسكو إلى الولايات المتحدة لحضور المحاكمة. ومع ذلك، رفضت قاضية الصلح الأمريكية باتريشيا جورنس طلب الإفراج بكفالة.  في 21 ديسمبر 2010، سلم المدعون الفيدراليون 4600 صفحة من أصل 6000 صفحة من الوثائق إلى محامي نيكولاينكو للتحقيق فيها قبل المحاكمة.  لقد تم حجب المعلومات لحماية الشهود. وكان من المقرر أن تبدأ المحاكمة في 11 فبراير/شباط 2011، ولكن تم تأجيلها لاحقًا.  قام نيكولاينكو في وقت لاحق بطرد فاغنر واستعان بمحامي الدفاع الجنائي أركادي إل. بوخ الذي صرح بأن "الطلبات السابقة التي قدمها محامو نيكولاينكو قد حكم بها القاضي لصالح الادعاء".
في يونيو/حزيران 2012، وافق نيكولاينكو على صفقة إقرار بالذنب. في 27 فبراير 2013، حُكم عليه بالمدة التي قضاها في السجن بالإضافة إلى ثلاث سنوات من المراقبة. 
صرحت شركة M86 Security أن إنتاج البريد العشوائي من شبكة Mega-D التابعة لـ Nikolaenko انخفض إلى أقل من 5% من إجمالي البريد العشوائي في جميع أنحاء العالم بحلول ديسمبر 2010.  انخفضت حركة البريد الإلكتروني العشوائي بشكل حاد في جميع أنحاء العالم خلال فترة العطلات في عام 2010 بينما كان نيكولاينكو محتجزًا، على الرغم من أن بول وود من شركة أمن الكمبيوتر سيمانتيك أرجع الانخفاض إلى تعطيل العديد من شبكات الروبوتات الأخرى، بما في ذلك Rustok و Lethic و Xarvester .  وفقًا لخبراء تكنولوجيا المعلومات، لم تعد Mega-D تعتبر شبكة كبيرة جدًا، على الرغم من أنها ربما كانت الشبكة الأكبر المصممة خصيصًا للبريد العشوائي. 

## روابط خارجية
- أوليج نيكولاينكو في The Smoking Gun
- أوليج ي. نيكولاينكو في مكتب السجون الفيدرالي
- الولايات المتحدة الأمريكية ضد أوليج ي. نيكولاينكو – محكمة مقاطعة شرق ويسكونسن الأمريكية (3 نوفمبر/تشرين الثاني 2010)
- لائحة الاتهام: الولايات المتحدة الأمريكية ضد أوليج ي. نيكولاينكو – المحكمة الجزئية الأمريكية لشرق ويسكونسن (16 نوفمبر/تشرين الثاني 2010)